# Metanephrops sagamiensis
Metanephrops sagamiensis är en kräftdjursart som först beskrevs av Rosa Parisi 1917.  Metanephrops sagamiensis ingår i släktet Metanephrops och familjen humrar. IUCN kategoriserar arten globalt som otillräckligt studerad. Inga underarter finns listade i Catalogue of Life.